# ヘンリー・ウォード・ビーチャー
ヘンリー・ウォード・ビーチャー（英: Henry Ward Beecher、1813年6月24日 - 1887年3月8日）は、アメリカ合衆国コネチカット州出身の会衆派教会牧師であり、社会改革者、演説家でもあった。奴隷制度の廃止を支持したこと、神の愛を強調したこと、また1875年に姦通罪で裁判に掛けられたことでも知られている。

## 背景

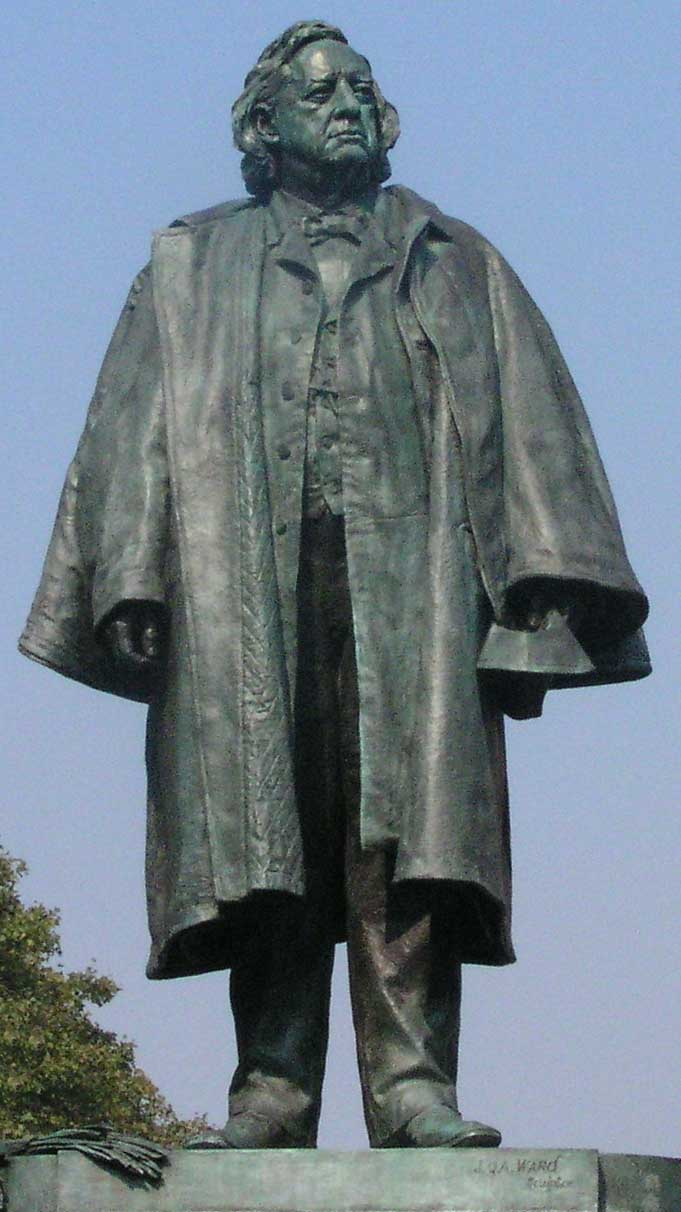
ヘンリー・ウォード・ビーチャーの彫像、ブルックリン・ダウンタウンに立つ

ヘンリー・ウォード・ビーチャーはカルヴァン主義牧師ライマン・ビーチャーの息子であり、父は当時の会衆派として良く知られた者の一人になった。ビーチャーの兄弟姉妹の数人が良く知られた教育者や活動家となり、中でも姉のハリエット・ビーチャー・ストウはその奴隷制度廃止運動家としての小説『アンクル・トムの小屋』を著すことで国際的に名声を得ていた。ビーチャーは1834年にアマースト大学を卒業し、1837年にレイン神学校を卒業した後、インディアナ州インディアナポリスとローレンスバーグで牧師を務めた。
1847年、ニューヨーク市ブルックリンのプリマス教会の第一牧師になった。間もなく巡回講義における、ユーモア、方言、俗語を交えたその新奇な雄弁さで名声を獲得した。牧師としての職務を果たす中で、全てのものの上に神の愛を強調する神学を発展させた。社会改革にも興味を抱くようになり、特に奴隷制度廃止運動に関わった。南北戦争に向かう時代、奴隷を束縛状態から買い上げるために金を集め、「ビーチャーの聖書」とあだ名されたライフル銃を、カンザス州やネブラスカ州で戦う奴隷制度廃止運動家に送った。南北戦争の間にヨーロッパを旅し、北軍への支持を訴えた。
戦後、ビーチャーは女性参政権や禁酒運動など社会改革を支持した。チャールズ・ダーウィンが提唱した進化論も支持し、キリスト教の信仰と相いれないわけではないと述べた。ビーチャーは女たらしという噂も広がっており、1872年、新聞「ウッドハル&クラフリンズ・ウィークリー」に、かつての同僚であるセオドア・ティルトンの妻エリザベス・ティルトンとの情事について記事が掲載された。1874年、ティルトンがその情事についてビーチャーを姦通罪で告訴した。その後の裁判では評決不能陪審という結果になり、19世紀アメリカの裁判の中でも最も広く報道されたものとなった。ビーチャーは長く世の中のスポットライトを浴びて歩いていたので、伝記作者のデビー・アップルゲイトは「アメリカで最も有名な男」だと言った。

## 初期の経歴

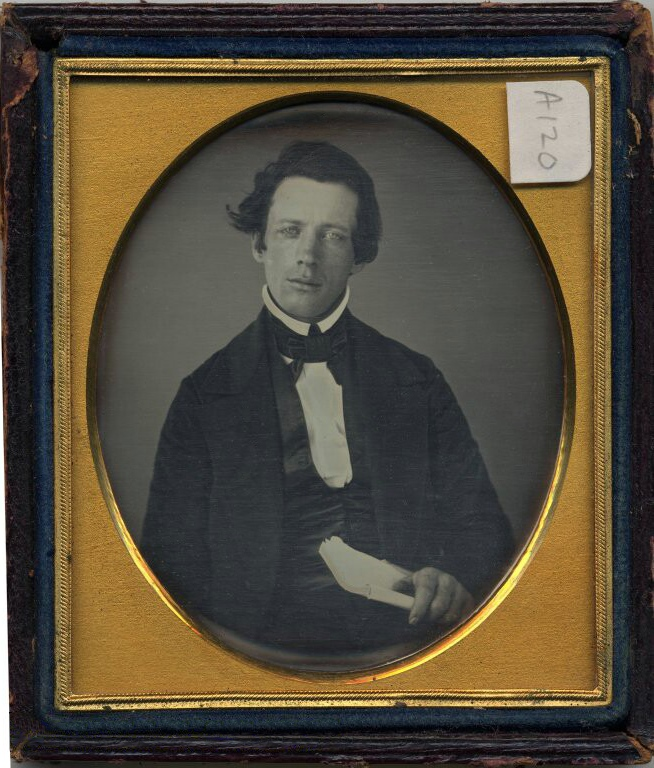
若い時のビーチャー、ダゲレオタイプ写真

ヘンリー・ウォード・ビーチャーはコネチカット州リッチフィールドで生まれた。父はボストン出身の長老派教会・会衆派教会の説教師ライマン・ビーチャーで、その13人の子供の内8番目だった。兄弟姉妹には作家のハリエット・ビーチャー・ストウ、教育者のキャサリン・ビーチャーとトマス・K・ビーチャー、社会改革活動家のチャールズ・ビーチャーとイザベラ・ビーチャー・フッカーがいた。父のライマンは後に「アメリカの如何なる者よりも多くの脳の父」と呼ばれるようになった。母のロクサーナ・フットはヘンリーがまだ3歳の時に死んだ。父は間もなくハリエット・ポーターと再婚し、ヘンリーはその後継母のことを「厳しく」抑うつの発作の対象として記憶するようになった。父はマサチューセッツ州ウィトンスビルの学校で暫く教師もしていた。その学校の校舎は後に移転されて住居として使われ、現在も利用されている。
ビーチャー家について、子供達の一人が後に「奇妙で、面白さとまじめさの最も興味ある組み合わせ」と回想している。一家は貧しく、父のライマンが子供たちに「祈りの集会、講義、礼拝の大変なスケジュール」を割り当て、一方で観劇、ダンス、大半のフィクション、誕生日やクリスマスの祝いを禁じていた。一家の時間過ごしはお話を語ったり、ライマンが演奏するバイオリンを聞くことなどだった。
ヘンリーは子供の時に吃音があり、知恵遅れと考えられ、聡明なビーチャー家の子供達の中では将来性の無い者と見なされていた。成績が芳しくなかったために、低能帽を被り女子の隅で何時間も座っていることを強いられるというような罰を受けることもあった。14歳の時、マサチューセッツ州アマーストにある寄宿制学校のマウントプレザント・クラシカル・インスティテュートで演説の訓練を始めた。ここでの同級生にはギリシャのスミュルナ出身のコンスタンティン・フォンドレイクがいた。この二人は共にアマースト大学に進学し、終生の友情と兄弟の愛を誓約する「契約」に署名した。フォンドレイクは1842年にギリシャに戻った後で、コレラで死亡し、ビーチャーは自分の三男にその名前を付けることになった。
ビーチャーはアマーストに居た時代に大衆の前で演説する味を初めて知り、海外に行くという以前からの夢をひとまず避けて、牧師の道に加わる決断をした。この頃に将来の妻であるユーニス・ブラードと出逢った。ユーニスは著名な医者の娘だった。二人は1832年1月2日に婚約した。アマースト時代にはまた、新しい疑似科学である骨相学に興味を持つようになった。これは個人的な特質を頭蓋の形状に結び付けようという学問だった。このときオルソン・スカイア・ファウラーと知り合った。ファウラーは後にこの理論のアメリカでは最も知られた提唱者になった。
ビーチャーは1834年にアマースト大学を卒業し、その後はオハイオ州シンシナティ郊外のレイン神学校に進んだ。レインはビーチャーの父が指導していた。父はこの頃までに「アメリカの最も有名な説教師」になっていた。レインの学生会はこの時代に奴隷制度の問題で分裂していた。すなわち父のライマンが進めていたように漸進的解放という形態を支持するか、即座の解放を要求する原則に立つかということだった。ヘンリーはこの議論から距離を置いていた。急進的な学生たちに同調していたが、父を否定する気にはなれなかった。ビーチャーはレイン神学校を1837年に卒業した。

## 牧師としての初期
1837年8月3日、ビーチャーはユーニス・ブラードと結婚し、インディアナ州ローレンスバーグという小さく貧しい町に移った。そこでは第一長老派教会牧師の職を提案されていた。このとき長老派教会は原罪と奴隷制度の問題で分かれた「新学派」と「旧学派」との間の論争に巻き込まれ、初めて全国的な注目を受けた。父のライマンは新学派の指導者だった。旧学派のライマンの敵が、ヘンリーが彼らの見解に同意する誓いを拒んだ後で、ローレンスバーグの牧師として公式に確認するのを止めた。その結果の議論は長老派教会西部を分けて競合する会派にした。

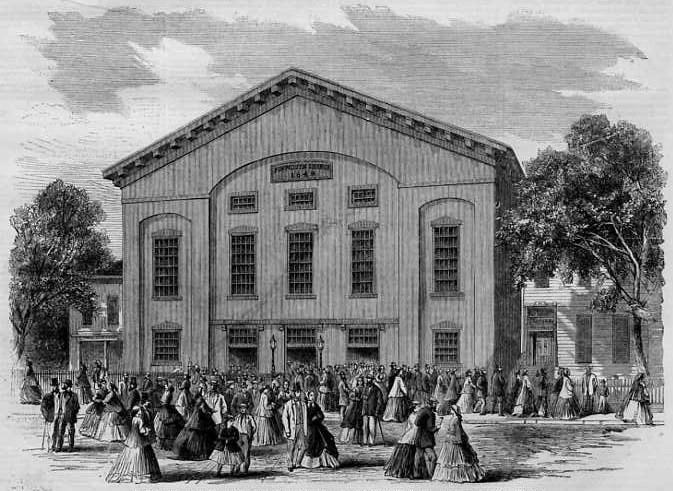
プリマス教会、1866年

ヘンリー・ビーチャーのローレンスバーグの教会は会派からの独立を宣言して、ビーチャーを牧師として保持していたが、1837年恐慌に続く貧困によって、新しい地位を探させることになった。1839年、銀行家のサミュエル・メリルがビーチャーをインディアナポリスに招き、1830年5月13日にはそこの第二長老派教会の牧師の職を提供した。ビーチャーは当時としては異常な演説者として、説教するときに方言や俗語を用いるなどユーモアのある形式ばらない言葉を使うことになった。その説教は大きな成功となり、第二長老派教会を市内でも最大の教会とし、近くのテレホートでは伝道集会も成功させた。しかし1847年、山積みする負債によってビーチャーは新たな地位を再度求めることになり、実業家ヘンリー・ボウエンからニューヨーク市ブルックリンの新しいプリマス教会の長に招かれた。ビーチャーの全国的な名声は高まり続け、巡回講義に出て、国内でも最大級に人気のある演説家となり、それに応じて高い講演料を要求するようになった。
ビーチャーはその説教を続けていく過程で父ライマンの理論を拒絶するようになった。すなわち、「人間の運命は神の計画によって定められているという古い信仰と、理性ある男と女の能力で罪深い方法の社会を浄化するという信仰を結びつける」という理論である。ビーチャーはその代わりに「愛の福音」を説き、人間の罪深さよりも神の絶対的な愛を強調し、地獄の存在を疑った。父の言う様々なレジャー活動は神聖な生活から気持ちを逸らすものとして禁じる考え方も拒否し、その代わりに「人間は楽しみのためにできている」と述べた。

## 社会と政治の活動

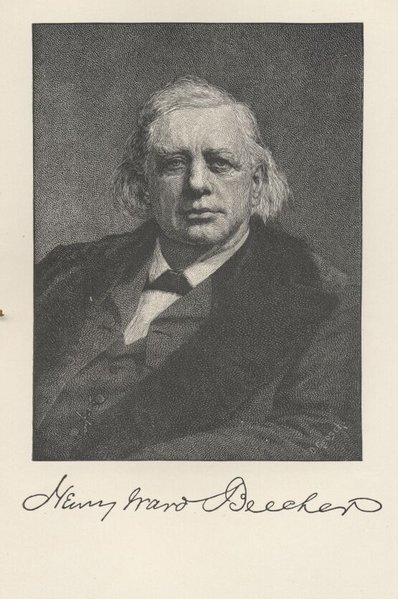
ヘンリー・ウォード・ビーチャーのスケッチ画

### 奴隷制度廃止運動
ビーチャーは当時の社会的な問題の多くに関わるようになり、中でも奴隷制度廃止の問題が大きかった。ビーチャーは神学生時代から奴隷制度を憎んだが、その見解はウィリアム・ロイド・ガリソンのような奴隷制度廃止運動家と比べれば概して中庸なものだった。ガリソンは奴隷制度を終わらせることを意味するのならば、アメリカ合衆国を分裂させることも提唱した。ビーチャーにとって個人的な転換点は1848年10月だった。このとき逃亡した2人の若い女性奴隷が再度捕まえられたことを知った。2人の父から彼女達を解放する可能性を提案され、ビーチャーにそのための資金を集めてくれるよう訴えがあった。ビーチャーは2人の自由を贖うために2,000ドルを集めた。1856年6月1日、サラという若い女性の自由を贖うために別の偽装奴隷競売を開催した。
ビーチャーは広く再版された『我々は妥協すべきか』という小品の中で、ホイッグ党のアメリカ合衆国上院議員ヘンリー・クレイが取り持った反奴隷制度派と奴隷制度擁護派の間の妥協である1850年妥協を攻撃した。この妥協はカリフォルニア州での奴隷制度と、ワシントンD.C.での奴隷売買を禁止し、強力な逃亡奴隷法を成立させた。ビーチャーは特に最後の条項に反対し、逃亡した奴隷を食べさせ匿うのはキリスト教徒の義務であると主張した。奴隷制度と自由は基本的に両立できないと主張し、「片方かもう片方が死ななければならない」と言って妥協を不可能にした。1856年、ビーチャーは奴隷制度廃止運動家ジョン・C・フレモントの選挙運動に参加した。フレモントは共和党として初めての大統領候補者だった。そのような応援があったにも拘わらず、フレモントは民主党の候補者ジェームズ・ブキャナンに敗れた。南北戦争直前の時代、「血を流すカンザス」と呼ばれたカンザス準州での紛争では、ビーチャーが資金を集めてシャープス・ライフル銃を奴隷制度廃止運動家の集団に送った。武器は「数百の聖書」よりも多くの善をなす、とも言っていた。新聞はそれらの武器のことを「ビーチャーの聖書」と呼んだ。ビーチャーはその奴隷制度廃止運動家としての行動によって、南部では広く憎まれるようになり、何度も死の脅しをうけた。
南北戦争の1863年、エイブラハム・リンカーン大統領がビーチャーをヨーロッパでの講演旅行に派遣し、北軍側への支持を訴えさせた。ビーチャーの演説によって、ヨーロッパ諸国大衆の心をアメリカ連合国から離反させ、列強によるその認知を妨げることに貢献した。1865年4月に終戦を迎えると、この戦争で最初の砲弾が放たれたサウスカロライナ州サムター砦にビーチャーが演説者として招かれた。リンカーンが再度自らビーチャーを選び、「ビーチャーがいなければ旗を掲げることもなかったであろうから、旗を揚げる機会に演説するためにビーチャーを送ったほうがいいだろう」と述べた。

### その他の見解

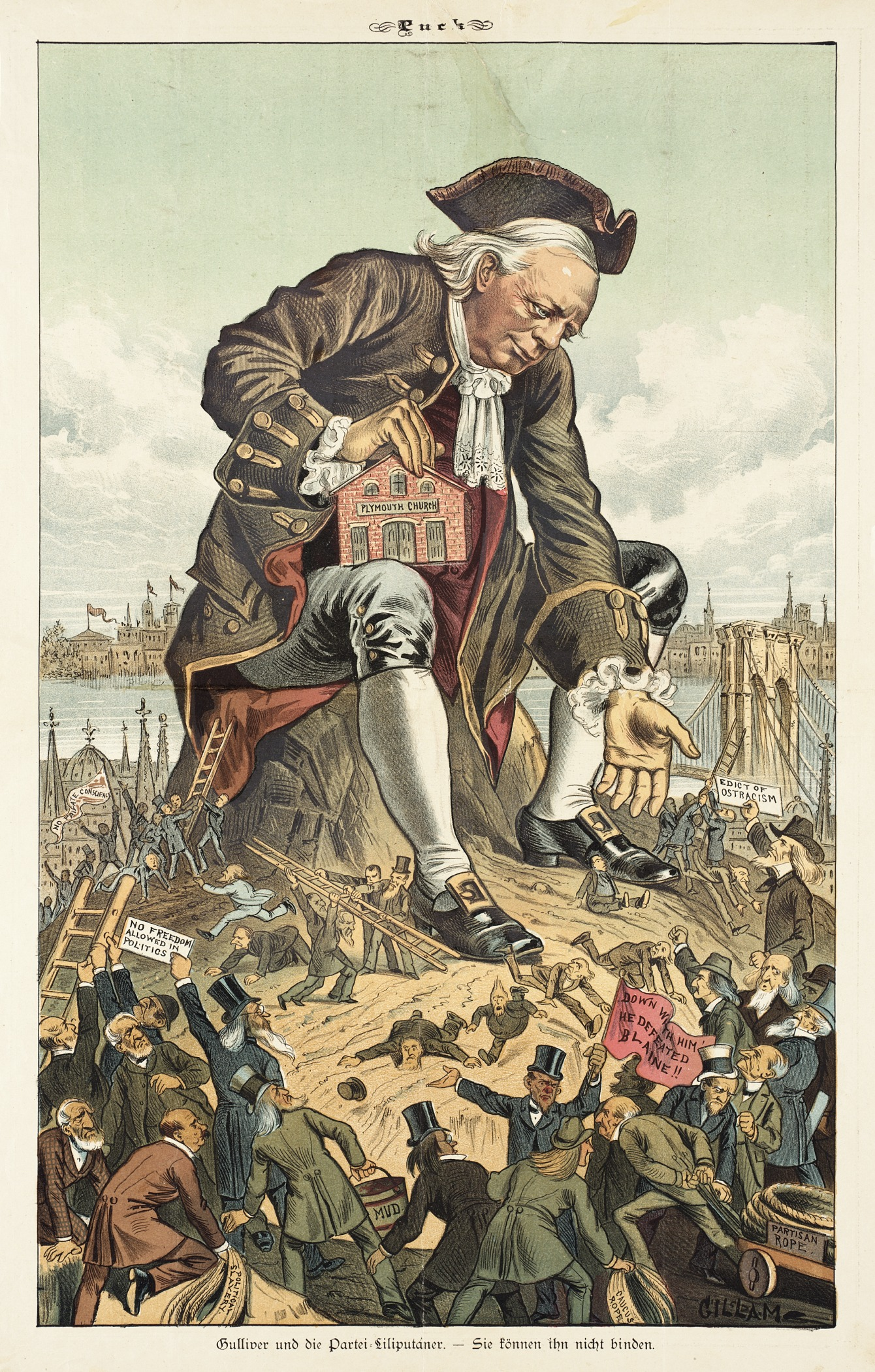
『ガリヴァー旅行記』に描かれたビーチャー、1885年

ビーチャーはその経歴を通じて禁酒運動を推進し、厳格な絶対禁酒主義者だった。南北戦争の後は女性参政権運動の指導者にもなった。1867年、参政権の綱領でニューヨーク州憲法改定会議の代議員になろうと運動したが落選した。1869年、アメリカ婦人参政権協会の初代会長に全会一致で選出された。
レコンストラクション時代、ビーチャーは南部州を速やかに合衆国に復帰させるというアンドリュー・ジョンソン大統領の考え方を支持した。産業の主導者は社会の指導者であり、社会進化論を支持すべきと考えた。1877年の鉄道大ストライキのときは、賃金がカットされていたストライキ参加者に反対し、「人はパンだけでは生きられないが、パンと水で生きていけない人は生きるに値しない」と強く訴え、「貴方達が征服されているならば、堂々と貧窮の中に降りて行け」と訴えた。ビーチャーの言い分は酷く人気がなかったので、「ビーチャーを絞首刑に」という鬨の声が労働者集会でいつも聞かれ、平服の探偵がビーチャーの教会を護衛することになった。
ビーチャーはイギリスの著作家ハーバート・スペンサーに影響され、1880年代にチャールズ・ダーウィンの進化論を取りいれ、自らを「心底からキリスト教徒進化論者」と位置付けた。この理論はアップルゲイトの言う「進化の必然性」と結びついていると論じた。神の計画の一部として完全なるものにむかう着実な前進とみていた。1885年、『進化と宗教』を著し、これらの見解を展開した。その説教と書物はアメリカで進化論が受け入れられることに貢献した。
ビーチャーは、中国からの移民がアメリカ合衆国に入り続けることを認める著名な提唱者であり、中国人排斥法が成立するのを1882年まで遅らせることに貢献した。アイルランド出身者など他のアメリカ人が次第に社会的な立場を上げてきたように、新しい民族は「我々の言う卑しい仕事」をすることを求められ、中国人は「その訓練によって、その一千年の習慣によって、その仕事に適応するようになる」と論じた。

## 個人生活

### 結婚

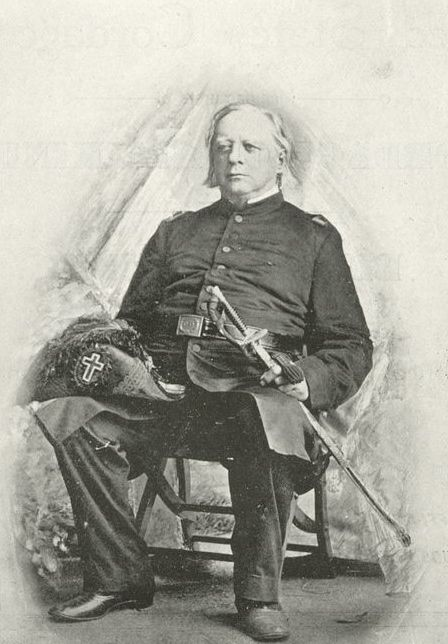
晩年のヘンリー・ウォード・ビーチャー

ビーチャーは5年間の婚約期間後の1837年にユーニス・ブラードと結婚した。その結婚は幸せなものではなかった。アップルゲイトが書いているように、「彼らが結婚して1年以内に、無視とあら探しという古典的な夫婦のサイクルが始まった。ビーチャーは長期間家を空けることが多かった。この夫妻には8人の子供がうまれたが、そのうち4人を早世させてしまうという苦しみも味わった。
ビーチャーは女性との付き合いを楽しみ、インディアナ州にいた時代から既に婚外交渉を行っているという噂が広まっていた。その会派の若いメンバーと情事に及んでいると考えられていた。1858年、新聞「ブルックリン・イーグル」が、ビーチャーは若い教会員と情事に及んでいると告発する記事を載せた。その女性は後に売春婦になった。ビーチャーの庇護者で編集者であるヘンリー・ボウエンの妻は、その死の床で、夫にビーチャーと情事を持っていたと告白した。ボウエンはその生涯の間、そのことを隠していた。
ビーチャーの取り巻きの幾人かは、ビーチャーと著作家のエドナ・ディーン・プロクターとの情事があったと報告している。ビーチャーはその説教の本を作るためにプロクターと協力していた。この二人の最初の出会いが議論の対象となっている。ビーチャーは友人にそれが合意に基づいていたと告げたとされるが、プロクターはヘンリー・ボウエンに、ビーチャーが強姦したと告げたとされている。最初の状況はともかく、ビーチャーとプロクターは1年間以上も情事を続けていたとされている。歴史家のバリー・ワースに拠れば、「『ビーチャーは毎週日曜日の夜に、7人ないし8人の愛人に説教していた』というのはありきたりのゴシップだ」と言っていた。

### ビーチャー＝ティルトン・スキャンダル事件
ビーチャーは大いに新聞沙汰となったスキャンダルの中で、友人の妻、エリザベス・ティルトンと姦通した容疑で告発され裁判に掛けられた。1870年、エリザベスは夫のセオドア・ティルトンにビーチャーと関係を持ったことを告白した。セオドアがエリザベス・キャディ・スタントンに妻の告白内容を伝えたときに、その告発が公になった。スタントンは仲間である女性の権利運動指導者のビクトリア・ウッドハルやイザベラ・ビーチャー・フッカーに繰り返しその話をした。
ビーチャーは、ウッドハルが自由恋愛を提唱していると、公然と非難していた。ウッドハルは、ビーチャーの偽善と見たものに激怒し、自分の新聞である「ウッドハル&クラフリンズ・ウィークリー」の1872年11月2日号に『ビーチャー＝ティルトン・スキャンダル事件』と題する記事を掲載した。この記事では、アメリカでも最もよく知られた牧師がその説教壇から非難している自由恋愛の原理を密かに実行している話を、詳細に伝えていた。この記事は全国的な大騒ぎを起こした。ビーチャーの要請により、ウッドハルはニューヨーク市で逮捕され、郵便によって淫らな材料を送った罪で収監された。このスキャンダルはビーチャーの兄弟姉妹の間も分けた。ハリエット達はヘンリーを支持し、イザベラは公然とウッドハルを支持した。
その後の裁判と審問では、歴史家ウォルター・A・マクドゥガルの言葉で「新聞の第一面からレコンストラクションを2年半追い出した」ことになり、「アメリカ史の中で彼も彼女も最もセンセーショナルだと言った」ものになった。最初の裁判はウッドハルに対してであり、彼女は事実上釈放された。プリマス教会は審問委員会を開いてビーチャーの潔白を証明したが、1875年にセオドア・ティルトンを破門にした。ティルトンはビーチャーを姦通罪で民事裁判所に告訴した。その裁判は1875年1月に始まり、7月に結審して、陪審は6日間の検討を行ったが評決を出すことができなかった。ビーチャーは会衆派教会に自分の無罪を証明するための最終審理を要求し、教会がその通りにした。
スタントンはビーチャーが繰り返し無罪とされたことに怒り、このスキャンダルを「女性に対するホロコースト」だと言った。フランスの著作家ジョルジュ・サンドはこの情事に関する小説を企画したが、それが書かれる前の翌年に死去した。

## 後の人生と遺産

### 後の人生
1871年、イェール大学が「ライマン・ビーチャー講座」を設立し、そこでヘンリーが最初の3年間を教えた。ビーチャーは公判維持のために多くの金を遣っていたので、西部への講義ツアーを始め、債務をなくした。1884年、民主党の大統領候補者グローバー・クリーブランドを推したときに、共和党の仲間の多くを怒らせた。ビーチャーは、クリーブランドが非嫡出子の父になったことで許されるべきだと論じていた。1886年にはイングランドへの講演旅行を行った。
1887年3月6日、ビーチャーは脳卒中を起こし、2日後の8日に眠ったまま亡くなった。この時も広く人気のある人物であり、新聞には追悼記事が載り、全国で追悼の説教が行われた。ビーチャーはニューヨーク市ブルックリンのグリーン・ウッド墓地に埋葬されている。

### 遺産
歴史家のアップルゲイトは、ビーチャーの遺産を評価して次のように述べている。
ビーチャーは、せいぜいアメリカ文化の最も愛すべきまた人気のある歪となっているものを提示した。すなわち癒しがたい楽観主義、やる気熱狂主義、開かれた心の実用主義である。...彼の評判はその成功によって陰りを見せた。キリスト教本流がキリストの愛という表現に大変深く浸み込んでいたので、大半のアメリカ人は他の何も想像できず、ビーチャーとその仲間が鍛えた革命を喜ばず、何の記憶も無かった。
彫刻家ジョン・クインシー・アダムズ・ウォードが制作したヘンリー・ウォード・ビーチャー記念碑は1891年6月24日、ブルックリンのボロ・ホール公園で除幕され、後の1959年に同じブルックリンのキャドマン広場に移設された。
詩人オリバー・ハーフォードが詠んだ次の滑稽五行詩はアメリカ合衆国でよく知られるようになった。
| Said a great congregational preacher To a hen, " You're a beautiful creature." And the hen, just for that, Laid an egg in his hat, And thus did the Hen reward Beecher. - Oliver Herford | 前述の偉大な会衆派説教師が 雄鶏に向かって「お前は美しい生物だ」 そして雄鶏は、まさにそのために 彼の帽子の中に卵を産んだ かくして雄鶏はビーチャーに報いた |

作家オリバー・ウェンデル・ホームズ・シニアもビーチャーのために自分の滑稽五行詩を捧げた。
| The Reverend Henry Ward Beecher Called the hen a most elegant creature. The hen, pleased with that, Laid an egg in his hat, And thus did the hen reward Beecher. - Oliver Wendell Holmes | ヘンリー・ウォード・ビーチャー牧師が 雄鶏を最も優雅な生き物と呼んだ その雄鶏がそれに喜び 彼の帽子に卵を産んだ かくして雄鶏はビーチャーに報いた |

カナダの作詞家クリストファー・J・バリーはもっと正確な滑稽五行詩を詠んだ。
| The Reverend Henry Ward Beecher Said of hens: "some are elegant creatures". Of the hens pleased with that, Some laid eggs in his lap. What will judgement day hatch for the preacher? - Christopher Joseph Barry | ヘンリー・ウォード・ビーチャー牧師が 雄鶏について、「幾つかは優美な生き物だ」と言った 雄鶏の中にはそれを喜んで、彼の膝の中に卵を産んだものが居た 判決の日に説教師のために何が孵るだろうか？ |

## 著作

### 背景
ヘンリー・ウォード・ビーチャーは多作な著作家であり演説家だった。その公刊された著作はインディアナ州時代に始まり、農業雑誌である「農夫と園芸師」を編集していた。ニューヨークの会衆制主義者の新聞である「インディペンデント」は創刊者の一人であり、20年近く論説の寄稿者だった。1861年から1863年はその編集者だった。ビーチャーの投稿にはアスタリスクが付してあり、その多くは後に集められ、1855年に『スター・ペーパーズ: 芸術と自然の経験』として出版された。
1865年、「ニューヨーク・レッジャー」のロバート・E・ボナーがビーチャーに24,000ドルを提供して、姉に倣って小説を書かせた。その結果でできた小説『ニューイングランドにおけるノーウッドすなわち村の生活』は1868年に出版された。ビーチャーは「ノーウッド」という言葉に「大きな精神を持ち、子供のような心だが、それでもキリスト教徒であり、本ではなく、自然界においては神の真実に子供のような同調心を抱く」そのようなヒロインを提示する意図だったと述べている。マクドゥガルはその小説を「ニューイングランドの花と胸からのため息のロマンス...焼き直しのラルフ・ワルド・エマーソンになる『新しい神学』」と説明した。この小説は当時の批評家からそこそこの評価を受けた。

### 出版物
- 『若者への講義7つ』（1844年、パンフレット）
- 『スター・ペーパーズ」（1855年）
- 『プリマスの説教壇からのノート』（1859年）
- 「ジ・インディペンデント」（1861年-1863年、定期刊行物、編集者として）
- 『目と耳』（1862年、新聞「ニューヨーク・レッジャー」からの手紙の集積）
- 『自由と戦争』（1863年、ボストン、ティックナー・アンド・フィールズ、アメリカ合衆国議会図書館カタログNo.70-157361）
- 『若者への講義、幾つかの重要な主題について』（新しい講義を入れた新版、ボストン、ティックナー・アンド・フィールズ、1868年
- 「キリスト教徒の同盟」（1870年-1878年、定期刊行物、編集者として）
- 『魂の夏」（1858年）
- 『プリマスの説教壇からの祈り』（1867年）
- 『ニューイングランドにおけるノーウッドすなわち村の生活』（1868年、小説）
- 『ジーザス・クライストの生涯』（1871年）
- 『説教についてイェールでの講義』（1872年）
- 『革新と宗教」（1885年） - （ケンブリッジ大学出版局による再版、2009年; ISBN 978-1-108-00045-1）
- 『プリマスの説教壇からの格言』（1887年）